# Chafe (cratera)
Chafe é uma cratera em Marte cujo nome vem da cidade de Chafe no estado de Zamfara, Nigéria (população em 2004, 10,100, 11.95ºN, 6.92ºE). Ela cratera recebeu este nome em 1988, possui 4.8 km em diâmetro e se localiza a 15.3º N e 257.7º W, no quadrângulo de Amenthes.